# Saint-Cyr-de-Salerne
Saint-Cyr-de-Salerne – miejscowość i gmina we Francji, w regionie Normandia, w departamencie Eure. Nazwa miejscowości pochodzi od imienia św. Cyryka.
Według danych na rok 1990 gminę zamieszkiwało 209 osób, a gęstość zaludnienia wynosiła 33 osoby/km² (wśród 1421 gmin Górnej Normandii Saint-Cyr-de-Salerne plasuje się na 693. miejscu pod względem liczby ludności, natomiast pod względem powierzchni na miejscu 583.).